# 김호진 (축구 선수)
김호진은 대한민국의 풋살선수로 용인 FS에서 뛰고 있다.

## 수상
개인
FK컵
득점왕(1): 2014

## 국가 대표
- 제4회 인천실내무도아시아경기대회 풋살 국가대표 (2013)
- AFC 풋살 챔피언십 국가대표 (2014)